# دائره العمال
دائرة العمال أو Der Arbeter Ring (باللغة اليديشية:דער אַרבעטער־רינג) التي كانت سابقا دائرة العمالين، هي منظمة يهودية أمريكية غير ربحية تروج للعدالة الاجتماعية والاقتصادية، والمجتمع اليهودي والتعليم، تشمل الدراسات اليديشية، والثقافة الأشكنازية. وهي تدير مدارس وبرامج تعليمية باليديشة، وبرامج على مدار السنة تشمل على حفلات موسيقية والمحاضرات والاحتفالات العلمانية بالعطلات. للمنظمة مكاتب فرعية مجتمعية في جميع أنحاء أمريكا الشمالية، ومقر وطني في مدينة نيويورك، وحوالي 11,000 عضو على الصعيد الوطني. هي تملك وتدير مخيماً صيفياً يقع في هوبويل جنكشن، نيويورك يدعى  Camp Kinder Ring. وتدير أيضا مرفقا لإقامة مخيمات لقضاء عطلة البالغين، ومنزل دائري، به كابينة عازلة وأكواخ، ومركز للرعاية الصحية في برونكس، نيويورك.
في عام 1900 أسسها المهاجرون اليهود الناطقون باليديشة من أوروبا الشرقية، عملت دائرة العمال في البداية كجمعيه للمعونة المتبادلة، فساعدت أعضاءها على التكيف مع حياتهم الجديدة في أميركا. ووفرت تأمينا على الحياة، وإعانة البطالة، والرعاية الصحية، والتفاعل الاجتماعي، والمساعدة في الدفن، والتعليم العام من خلال فروعها في جميع أنحاء الولايات المتحدة بواسطة مكتبها الوطني. وسرعان ما انضم إلى المنظمة عدد من أعضاء الجبهة اليهودية العامة الاشتراكية ذات التركيز السياسي، الذين دافعوا عن فكرة مناهضة الاستيعاب المتمثلة في الاستقلال الثقافي اليديشي، بقيادة التعليم بالمُثُل اليديشة والاشتراكية. وشكلت الدائرة الفرقة المسرحية اليديشة الشعبية وروجت للفنون والموسيقى اليهودية وبرامج المدارس اليديشة للأطفال والمخيمات الصيفية اليديشة. أصبحت الدائرة مؤثراً في الحركة العمالية الأميركية وازداد نموها لتخدم أكثر من 84000 عضو من خلال المئات من الفروع في مختلف أنحاء أميركا الشمالية. أيضا عملت مع الصحيفة اليديشة "The Forward" وقامت بتشغيل دور للمسنين وعيادات طبية وخدمات أخرى.
على المستوى السياسي، ابتعدت الدائرة عن الاشتراكية واتجهت نحو الليبرالية في وقت الصفقة الجديدة. بحلول الستينيات، بدأت عضوية الدائرة في الانخفاض، مع انضمام اليهود إلى الطبقة المتوسطة وانتقالهم من المدن إلى الضواحي؛ ولم تعد الدائرة تبدو أساسية لكثيرين كما كانت من قبل. في القرن الجديد، أنهت المنظمة برنامجها المباشر للتأمين الصحي، وقامت بتبسيط عملياتها، وانفصلت عن The Forward ، وأعادت تكريس رسالتها للتعليم والنهوض بالمجتمع اليهودي، والثقافة اليديشة العلمانية، والنشاط في مجال العدالة الاجتماعية. وباعت مبناها السابق في الجانب الشرقي وانتقلت إلى مكاتب جديدة في حي الملابس في مدينة نيويورك في عام 2011. تعتبر دائرة العمال منظمة غير ربحية 501(C) (3).

## تاريخ

### بداية العمل في عام 1930
مع المذابح التي وقعت في ثمانينات القرن التاسع عشر والعقود التالية، هاجر أكثر من مليوني يهودي ناطقين باليديشة من أوروبا الشرقية مع أسرهم، وهاجر معظمهم إلى الولايات المتحدة، وهاجر الكثيرون منهم إلى مدينة نيويورك. وعادة ما يصلوا  مفلسيين، ويدخل معظمهم صناعة الملابس السريعة النمو التي تتسم بالاستغلال. ووجد آخرون عملا كباعة متجولين، صائغي جواهر، غاسلين، معلِّمين عبرانيين، حتى اصحاب متاجر. فمساعدة احدهما الآخر على التكيف مع الحياة الجديدة الصعبة في اميركا، شكَّلا عدة جمعيات للمساعدة المتبادلة.
تأسست جمعية دائرة العمال في نيويورك سنة 1892 بفضل جهود صنَّاعَين يهوديَّين للعباءة. تأسست دائرة العمال في مدينة نيويورك في 4 ايلول، 1900 كهيئة وطنية. عقد الفريق المؤتمر الأول سنة 1901. وفوراً قدمت لأعضائها تأميناً على الحياة، وبعض الإعفاءات من البطالة، والرعاية الصحية، والتفاعل الاجتماعي مثل الرقص، والمساعدة المالية في الحصول على مقبرة. كما عقدت دورات تعليمية عامة في العلوم الطبيعية وكان الهدف العام الاشتراكي المؤيد للعمالة بشكل عام «المساعدة في تنمية شعور بالتضامن لدى العاملين، ونظرة واضحة ومستنيرة، والسعي، من خلال وحدتهم، لاكتساب ذلك النفوذ في نهاية المطاف، وتحقيق يوم تحررهم الكامل من الاستغلال والقمع». على عكس مجموعات المعونة المتبادلة الأخرى، كان للمنظمة جدول أعمال اجتماعي للعمال تأخذه مأخذ الجد. هي «حرضت على إلغاء عمل الأطفال، وإنشاء الضمان الاجتماعي، وتقليص يوم العمل».
بدأت المنظمة تشكل شبكة وطنية من الفروع المستقلة بعد تأسيسها بوقت قصير، وتستعين بها المنظمة الوطنية لتقديم الخدمات إلى أعضائها المحليين. من عام 1905، أدت زيادة كبيرة في الهجرة اليهودية إلى الولايات المتحدة، بإتباع مذابح جديدة في روسيا، إلى جلب أعداد كبيرة من الأيادي الاشتراكية المتطورة سياسيا إلى أمريكا. فقد دافعت الجبهة اليهودية العامة عن فكرة معاداة الصهيونية ومعاداة الاستيعاب المتمثلة في الاستقلال الثقافي اليهودي والهوية اليهودية العلمانية، والتي قادها التعليم باللغة والأدب اليديشي، والمثل الاشتراكية، والتاريخ اليهودي والثقافة الأخلاقية والجمالية، وهي الفكرة التي دافع عنها تشايم جيتلوسكي. وانضم العديد من البونديين إلى دائرة العمال ودفعوها إلى مكافحة ممارسات العمال الاستغلالية وتوسيع أنشطتها الوطنية لتشمل التعليم اليديشي والتركيز على الثقافة اليديشة بدلاً من مجرد تقديم المساعدات المالية. وجادل العديد من الأعضاء المسنين بأن المنظمة لا تكاد تستطيع أن تقدم معونتها التقليدية إلى الأعضاء؛ واستمرت هذه المناقشة لعقدين من الزمان. ونجح جيتلوسكي والبوداديون في إقناع المنظمة بإنشاء مجموعة من الأنشطة الثقافية تهدف إلى إعلام الروح اليهودية العلمانية والتعبير عنها، مثل الفرقة المسرحية اليديشة الشعبية (1915)، ونشر الكتب اليديشة، والأوركسترا، والمعارض الفنية التي ترعاها الفروع في جميع أنحاء البلد، والبرامج اليديشة لما بعد المدرسة للأطفال والمراهقين (ابتداء من عام 1918)، كامب كندرلانجد (1923) والمجلة الأدبية والسياسية للمنظمة، والصديقة، وأنسر شول (مدرستنا)، وهي مجلة تربوية شهرية للمدرسين في مدارسها.
في غضون ذلك، خاصة بعد سلسلة من إضرابات عمال الملابس في نيويورك في بداية عام 1910، أصبحت الدائرة مؤثرة في الحركة العمالية الأميركية من خلال التجارة العبرية الموحدة، ثم ساعدت في تأسيس لجنة العمل اليهودية. وساعد أعضاء دائرة العمال في تأسيس نقابات عمالية مثل الاتحاد الدولي لعمال الملابس وعمال الملابس المدمجين في اميركا.
في الوقت نفسه، واصلت دائرة العمال دورها كمجتمع للمعونة المتبادلة. وفي عام 1917، اعتمدت جدول المشرحة التابع للمؤتمر الوطني الأخوي لأمريكا، وبحلول عام 1920، أنشأت مصحة لمرضى السل في ليبرتي، نيويورك، حيث يمكن للأعضاء الحصول على علاج مجاني لمدة تسعة أشهر. في عشرينات القرن الماضي، بلغت المنظمة ذروتها وهي تضم 84000 عضو، و 125 مدرسة على الصعيد الوطني وفروع عديدة على الصعيد الوطني ؛ على سبيل المثال، كان لمنطقه فيلادلفيا 17 فرعا في سنة 1924. ولكن خلال ذلك العقد، بدأ أعضاء دائرة العمال المتعاطفين مع الحزب الشيوعي الصراع على السلطة في المنظمة الوطنية الدائرة والعديد من فروعها في مختلف أنحاء البلاد، ولكنهم رُفضوا في عام 1929 وشكلوا منظمة منفصلة، فأخذوا معهم نحو 5,000 عضو وبعض مؤسسات الدائرة، مثل كامب كيندرلاند.

### من الثلاثينيات إلى عام 2000
في عام 1930، انفصل نظام العمال الدولي عن دائرة العمال باعتبارها جمعية شيوعية ذات نفع أخوي موازي.
وفي منتصف القرن العشرين، اكملت دائرة العمال تشغيل دور المسنين والعيادات الطبية وتقديم المساعدة في الدفن والتأمين الصحي والتأمين على الحياة بأسعار معقولة؛ أنشأت Camp Kinder Ring  لتحل محل مخيّم كيندرلاند (وكانت بعض الفروع تدير أيضاً مخيّمات)؛ وظلت لها يد في تشغيل الصحيفة اليديشيه "The Forward "، التي تتشارك في مبنى مكتبها في نيويورك. واصلت المنظمة التركيز على التعليم اليديشي والفنون مثل كليزمر؛ المسرح الشعبي؛ فرق الجوقة، والمساعدة المتبادلة والتفاعل الاجتماعي. كما أكدت على العدالة الاجتماعية، مثل الجهود الرامية المعارضة قمع اليهود السوفييت، ودعم جهود الإغاثة الإنسانية، بعد أن تحول منظورها السياسي بعيداً عن الاشتراكية نحو الليبرالية في وقت الصفقة الجديدة، ودعم أعضاؤها بحماس دخول أميركا إلى الحرب العالمية الثانية، بل أصبحوا موالين لإسرائيل. في سنة 1949، شملت دائرة العمال 700 فرع محلي يضم 000، 70 عضو في الولايات المتحدة وكندا.
في بداية الستينيات، انحدرت عضوية الدائرة ببطء، فوصلت إلى مستوى يناهز خمسين ألف عضو بحلول ثمانينيات القرن العشرين. عندما بدأ برنامج الرعاية الطبية الفدرالي سنة 1966، قلّت الحاجة إلى برامج الرعاية الصحية في الدائرة. وبشكل أعم، وكما أوضح رئيسها الدكتور بارنيت زومهوف لجريدة نيويورك تايمز في عام 1985، مع فتح الفرص أمام اليهود في المجتمع الأمريكي، وانتقالهم إلى الطبقة المتوسطة وتشتتهم جغرافيا من المدن إلى الضواحي والبلدات الصغيرة، لم تعد الدائرة أساسية للمجتمع اليهودي كما كانت سابقا. لم تعد أغلبية أعضائها من العمال، بل أصبحت ملك للأعمال التجارية الصغيرة، ومهنيين ومدرسين. ما زالت الدائرة تعتقد انها توفر بديلا علميا عن حضور المجامع والجماعات الصهيونية في المحافظة على الثقافة الاشكنازية اليديشيه .
بحلول سنة 1996، انخفض عدد أعضاء الدائرة إلى 000، 28 عضو. في ذلك الوقت، كانت تعتبر نفسها المنظمة الوحيدة التي تروج لثقافة أوروبا الشرقية اليديشيه . وواصلت تدريس اللغة والآداب اليديشيه، وتعزيز المجتمع اليهودي العلماني والفنون والموسيقى والثقافة اليهودية، وتقديم معونتها وبرامجها التأمينية، وتشغيل منازلها ومدارسها ومعسكراتها، واستضافة «احتفالات العطلات التي تفسر التاريخ اليهودي في روح دائرة العمال العلمانيين تقليدياً». كما واصل برنامجه الليبرالي، داعماً الرعاية الصحية الشاملة، على سبيل المثال. ذكر مارك مَلوتيك، رئيس الامبراطورية: «تقول هذه المنظمة ان لغة المقتولين في اوروپا الشرقية كانت لغة اليديشيه… هناك ثقافة اليديشيه نابضة بالحياة يجب الحفاظ عليها. فبدونه يزول القلب والروح».

## المنشورات
بوصفها منظمة ترتبط ارتباطاً عضوياً بالحركة العمالية اليهودية التاريخية، شارك العديد من زعماء دائرة العمال منذ تأسيسها حتى بداية القرن الحادي والعشرين. طوال الجزء الأكبر من القرن العشرين، دُعيت الرسالة الاخبارية للمنظمة«نداء دائرة العمال». في الفترة 2005 -2009، نشرت دائرة العمال مجلة Jewish Currents وزودتها لأعضاء الدائرة.

## برامج الشباب
كان قسم الشباب في دائرة العمال في سنواته الأولى هو رابطة الدائرة الشبابية في أميركا (YCLA)، والتي تأسست في عام 1930. عرّفت المجموعة نفسها بأنها «في المقام الأول منظمة ثقافية»، ترعى المحاضرات والمناقشات والبرامج التعليمية والترفيهية لأعضائها. (YCLA) أيضا نشر المعهد مجلته الخاصة، نداء الشباب.
تدير The Arbeter Ring سبع مدارس كندرشول، أو مدارس الأطفال التابعة للثقافة اليهودية، بوصفها برامج بعد الدوام المدرسي وبرامج مدارس الأحد للتلاميذ من المدارس الابتدائية إلى الإعدادية. تقع هذه في شمال شرقي الولايات المتحدة وشيكاڠو. يؤكد كيندرشولس على تعليم التاريخ اليهودي، من إبراهيم الامامي . تم التأكيد على الثقافة اليهودية، حيث تشمل موسيقى كليزمير والطهي اليهودي التقليدي، إلى جانب اللغة اليديشيه والثقافة المحيطة بها. ويتعلم التلاميذ غناء الترانيم التقليدية باليديشيه ، بالإضافة إلى الإنكليزية والعبرانية. في نهاية فترة الطالب في كندرشول، عندما يبلغ سن الثانية عشرة، يقام احتفال علماني يدعى حفل التخرج. يعد طلاب التخرج ورقة بحث، وورقة تاريخ الأسرة، وكتابة عن الخدمة المجتمعية التي قاموا بها خلال السنة. وفي بداية المجموعة ذاتها، يلقي الطلاب خطاباً حول الموضوع البحثي الذي يختارونه، وكثيراً ما يحكون أيضاً تاريخ عائلاتهم.